# Avenue Victor-Ségoffin
L'avenue Victor-Ségoffin est une voie de Toulouse, chef-lieu de la région Occitanie, dans le Midi de la France.

## Situation et accès

### Description
L'avenue Victor-Ségoffin est une voie publique. Elle se trouve dans le quartier du Busca.
La chaussée compte une seule voie de circulation automobile, à double-sens de la place du Busca à l'allée allée Édouard-Branly, et en sens unique du boulevard André-Delacourtie vers l'allée Édouard-Branly. Elle appartient à une zone 30 et la vitesse y est limitée à 30 km/h. Il n'existe pas de bande, ni de piste cyclable, quoiqu'elle soit à double-sens cyclable.

### Voies rencontrées
L'avenue Victor-Ségoffin rencontre les voies suivantes, dans l'ordre des numéros croissants (« g » indique que la rue se situe à gauche, « d » à droite) :
1. Place du Busca
2. Allée Édouard-Branly (g)
3. Rue Henri-Montaut (d)
4. Rue Saint-Denis (d)
5. Rue Henri-Rachou (g)
6. Rue Marceau (d)
7. Rue Noguès (g)
8. Avenue Paul-Crampel (g)
9. Boulevard André-Delacourtie (d)

## Odonymie
En 1936, le conseil municipal attribua à l'avenue le nom de Victor Ségoffin (1867-1925). Né dans le faubourg Saint-Michel (ancien no 79 rue des Trente-Six-Ponts), il est élève à l'École des beaux-arts de Toulouse, puis à l'École des beaux-arts de Paris. Il expose régulièrement au Salon des artistes français entre 1890 et 1923.